# Mourellina gonzaloi
Mourellina gonzaloi is een mosdiertjessoort uit de familie van de Mourellinidae. De wetenschappelijke naam van de soort is voor het eerst geldig gepubliceerd in 2011 door Reverter-Gil, Souto & Fernández-Pulpeiro.